# Фишер, Джонатан (художник)
Джонатан Фишер (ок. 1740—1809) — ирландский художник (пейзажист и портретист) и гравёр.
Джонатан родился в Дублине. Первые упоминания о нём относятся к 1763 года, когда он получил премию Дублинского общества пейзажистов.
Наиболее известен своими гравюрами и акватинтами ирландских пейзажей. Часто путешествовал по Ирландии. Он опубликовал свои работы с изображением видом Килларни в 1770 и 1789 году.
Жил на Great Ship Street в Дублине с 1778 по 1805 год, после чего переехал на Bishop Street, где и умер в 1809 году.

## Литература

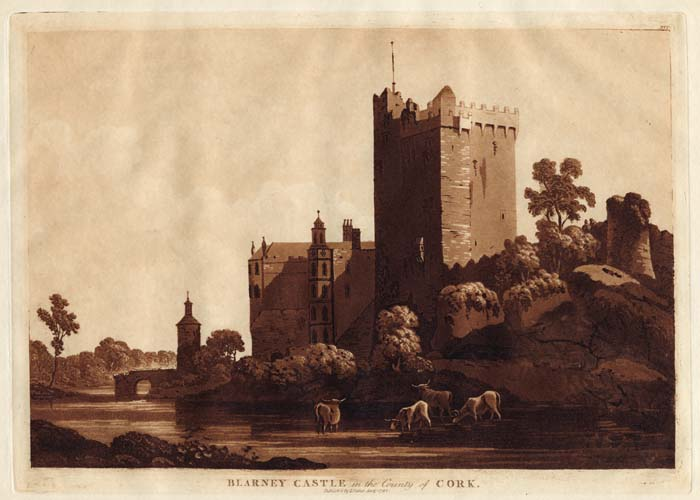
Замок Бларни в 1795 году на акватинте Джонатана Фишера